# Melchor Malo de Molina y Aliaga
Melchor José Malo de Molina y Aliaga Sotomayor, I marqués de Monterrico (Lima, 21 de octubre de 1643 - 1705?), fue un noble criollo, militar y funcionario colonial en el virreinato del Perú.

## Biografía
Su padre fue el general limeño Melchor José Malo de Molina y Ponce de León y Ribera, caballero de la Orden de Santiago, quien además fue alguacil mayor de la Corte y general de la Caballería. Su madre fue María de Aliaga y Sotomayor, descendiente del conquistador Jerónimo de Aliaga.
Bautizado el 13 de noviembre de 1643 por Lucas Palomares, su padrino fue el maestre de campo Baltasar Malo de Molina y el testigo Pedro Malo de Molina, ambos sus tíos paternos. Desde 1658, cursó estudios en el Colegio Real de San Martín.
Heredó de su padre el cargo de alguacil mayor de la Corte de la Audiencia de Lima, además de la dignidad de regidor perpetuo del Cabildo. A pesar de ello, por mandato de la Audiencia, fue requerido mediante pregones y puesto en prisión (24 de noviembre de 1673) para que respondiera por la muerte de Agustín Bracamonte, causada tal vez en duelo. Elegido alcalde ordinario de Lima (1681-82).
Obtuvo el Marquesado de Monterrico, concedido por Carlos II, el 26 de marzo de 1687. Consiguió el hábito de caballero de la Orden de Calatrava en 1695, según expediente nº1476 del Archivo Histórico Nacional. Hay constancia de que tanto él como su padre, figuraban entre los personajes más ricos e influyentes de su tiempo: Su padre le heredó la suma de 400 mil pesos, que el historiador Flores Zúñiga evalúa en unos 40 o 50 millones de dólares actuales. En cuanto a la extensión de su hacienda, dice el mismo autor que su propiedad abarcaba todo Monterrico grande y chico. Más o menos desde la Universidad Ricardo Palma hasta más allá de la Universidad de Lima.

## Matrimonio y descendencia
Contrajo matrimonio con la dama cusqueña Mencía Espínola y Pardo de Figueroa, el 30 de julio de 1696. De cuya unión, tuvo a los siguientes hijos:
- María Clara Hipólita Malo de Molina, heredera del marquesado a la muerte de su hermano, sin sucesión.
- Melchor Malo de Molina y Espínola, II Marqués de Monterrico, sin sucesión.
- Juana María Bartolina Malo de Molina.
- María de Lucía Malo de Molina.

| Predecesor: Fernando Perales y Saavedra | Alcalde ordinario de Lima Segundo voto 1681 - 1682 | Sucesor: Diego Manrique de Lara |